# Atádi Vilmos
Atádi Vilmos (eredeti neve: Golub Vilmos) (Tótgyugy, 1821. június 27. – Kecskemét, 1865. február 23.) ügyvéd, újságíró.

## Életpályája
Szülei: Golub Mihály és Soós Terézia voltak. Tanulmányait Tatán és Győrött végezte el. 1847-ben Pesten ügyvédi oklevelet szerzett, de irodalommal foglalkozott. A Pesti Divatlapnál segédszerkesztő, majd a Jelenkor újságírója volt. 1848–1849 között a Népbarát újságírója volt. 1851-ben Vas Gerebennel Pesten a Falu Könyvének szerkesztője volt, ahol sok népies munkája jelent meg. Az 1850-es évek közepétől Kecskeméten ügyvédként tevékenykedett és a Tisza-szabályozás irányításával megbízott gr. Andrássy Manó titkára volt.
Munkáit közölte a Hölgyfutár, Remény, Szépirodalmi Lapok, Falusi Esték és Pesti Napló.